# Вільям Вуд (веслувальник)
Вільям Вуд (англ. William Wood, 6 січня 1899 — 2 жовтня 1969) — канадський академічний веслувальник.
Срібний призер Олімпійських Ігор 1924 року в складі розпашної четвірки без стернового.